# Мелвил (Њујорк)
Мелвил (енгл. Melville) насељено је место без административног статуса у америчкој савезној држави Њујорк.

## Демографија
По попису из 2010. године број становника је 18.985, што је 4.452 (30,6%) становника више него 2000. године.
| Група             | 2000.          | 2010.          |
| Белци             | 12.711 (87,5%) | 15.734 (82,9%) |
| Афроамериканци    | 300 (2,1%)     | 639 (3,4%)     |
| Азијати           | 787 (5,4%)     | 1.376 (7,2%)   |
| Хиспаноамериканци | 540 (3,7%)     | 955 (5,0%)     |
| Укупно            | 14.533         | 18.985         |